# Cernik (ort i Kroatien, Posavina)
Cernik är en ort i Kroatien.   Den ligger i länet Brod-Posavina, i den östra delen av landet, 120 km sydost om huvudstaden Zagreb. Cernik ligger 171 meter över havet och antalet invånare är 1 848.
Terrängen runt Cernik är kuperad norrut, men söderut är den platt. Runt Cernik är det ganska glesbefolkat, med 29 invånare per kvadratkilometer. Närmaste större samhälle är Nova Gradiška, 3,7 km söder om Cernik. Omgivningarna runt Cernik är en mosaik av jordbruksmark och naturlig växtlighet.